# Lilla Avtjärnen (Järna socken, Dalarna)
Lilla Avtjärnen är en sjö i Vansbro kommun i Dalarna och ingår i Dalälvens huvudavrinningsområde.